# Ames (Texas)
Pour les articles homonymes, voir Ames (homonymie).
Ames est une municipalité américaine du comté de Liberty, au Texas. Au recensement de 2010, Ames comptait 1 003 habitants.